# إوين برادلي
إوين برادلي (بالإنجليزية: Eoin Bradley) هو لاعب كرة قدم ولاعب كرة القدم الغالية بريطاني في مركز الوسط، ولد في 31 ديسمبر 1983 في ديري في المملكة المتحدة. لعب مع غلينافون ونادي كوليرين.

## وصلات خارجية
- إوين برادلي على موقع قاعدة بيانات كرة القدم.إي يو (الإنجليزية)
- إوين برادلي على موقع Soccerway.com (الإنجليزية)